# Kruna od perja
Kruna od perja je treći studijski album hrvatskog pjevača Zlatana Stipišića Gibonnija koji su 1994. godine izdale producentske kuće Croatia Records i Marlboro Music.

## Popis pjesama
1. Nije vrime od nedije za u poje poći
2. Kruna od perja
3. Dvije duše
4. Ozdravi mi ti
5. Predstavi se tko si
6. Goli pod zvijezdama
7. Ljudi, drž'te lopova
8. Život me umorio
9. Pjesma za bijelu vranu
10. Lipa moja
11. Ozdravi mi ti (instrumental)